# Colt M1877

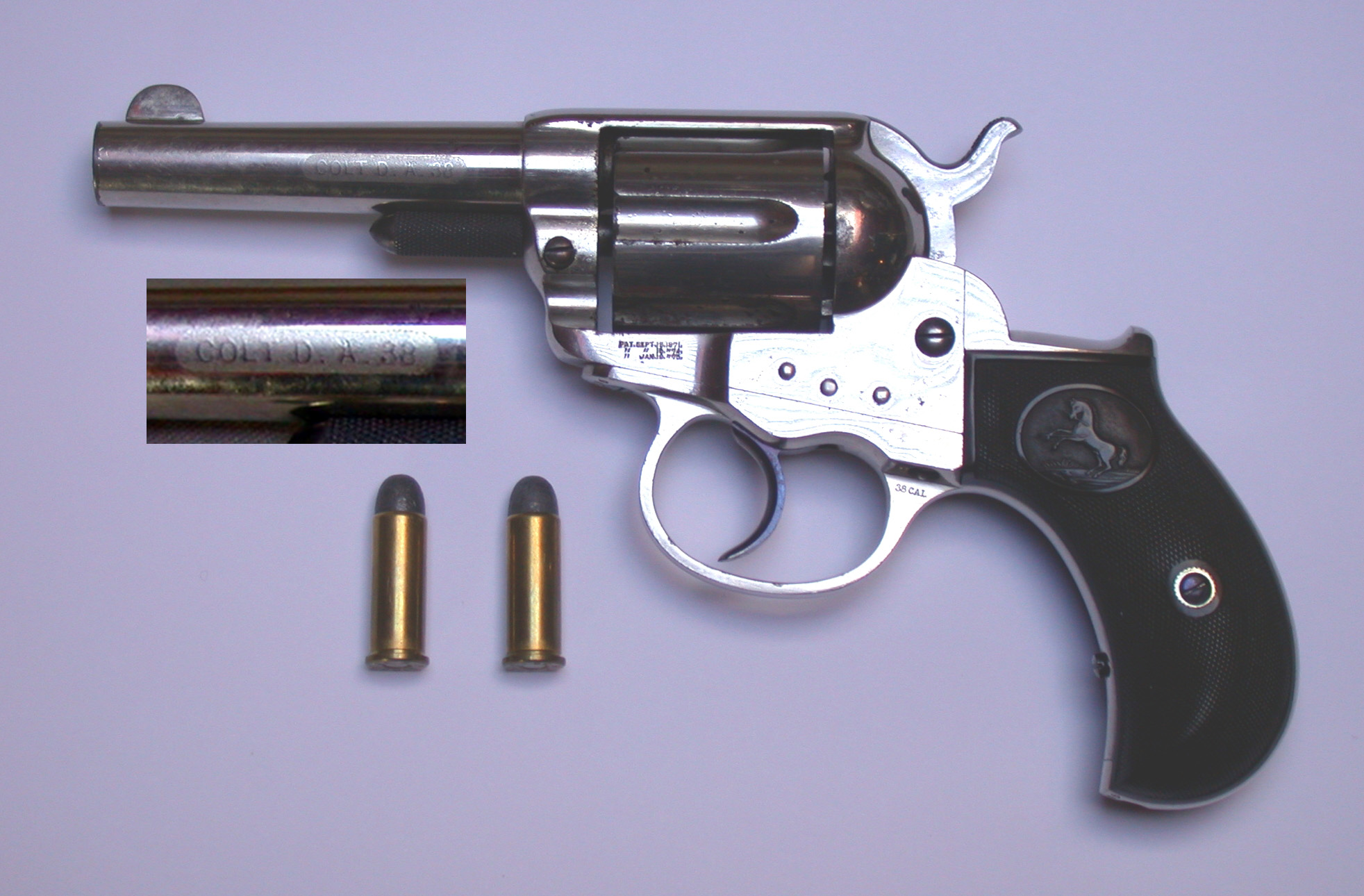
Um Colt Model 1877 Double Action "Lightning" cal .38 Long Colt

O Colt M1877 é um revólver de ação dupla fabricado pela Colt's Patent Fire Arms de janeiro de 1877 a 1909, do qual foram produzidas 166.849 unidades. O "Model 1877" era oferecido em três calibres, o que levou a três nomes não oficiais: o "Lightning", o "Thunderer", e o "Rainmaker". A principal diferença entre os modelos era o cartucho que cada um suportava: o "Lightning" para o .38 Long Colt e o "Thunderer" para o .41 Long Colt, ambos com cilindro com capacidade para seis tiros. Um modelo mais antigo, para o calibre .32 Long Colt conhecido como "Rainmaker" foi oferecido em 1877.